# 宋冕 (弘治進士)
宋冕（1465年—1537年），字孔瞻，號滸山，浙江紹興府餘姚縣人，明朝政治人物。

## 生平
成化二十二年（1486年）丙午科浙江鄉試第八十九名。弘治十五年（1502年）壬戌科進士，授金溪县知县，十八年（1505年）升刑部河南司主事，正德三年（1508年）五月，因忤逆權閹劉瑾，降為金谿縣知縣。劉瑾伏誅，復除禮部祠祭司主事，再陞禮部精膳司署郎中。九年二月升河南布政司左參議，分守大梁，十四年八月升福建左參政，嘉靖改元，入觐京师，晋河南右布政使。嘉靖四年（1525年）七月升陕西左布政使。丁父母忧，服闋，復除福建左布政使。
嘉靖十二年三月，累官至都察院右副都御史、鄖陽撫治，十二月以皇太子诞生，覃恩进阶通议大夫，荫一子入监读书。十四年以病致仕。十六年卒，年七十三。

## 墓葬
墓在浒塘山。

## 家族
曾祖父宋宗澄；祖父宋廷芳；父宋璿，號静庵；母黃氏。重庆下。子宋惟明。孫宋岳，官至山西按察使。